# Niewcyrskie Siklawy
Niewcyrskie Siklawy (słow. Nefcerské vodopády) – trzy wodospady na Niewcyrskim Potoku w słowackich Tatrach Wysokich. Są to:
- Niżnia Niewcyrska Siklawa (Nižný Nefcerský vodopád, Malý vodopád) – pierwszy od dołu,
- Pośrednia Niewcyrska Siklawa (Prostredný Nefcerský vodopád) – środkowy,
- Wyżnia Niewcyrska Siklawa (Vyšný Nefcerský vodopád) – najwyżej położony[1].

Jest spore zamieszanie dotyczące nazewnictwa Niewcyrskich Siklaw. Pośrednia Siklawa w Wielkiej encyklopedii tatrzańskiej W.H. Paryskiego ma nazwę Kmeťov vodopád. Taką samą jej nazwę podają również słowaccy tatrolodzy Arno Puškáš i Ivan Bohuš oraz niektóre mapy Tatr Wysokich. W praktyce częściej jako Kmeťov vodopád określa się po słowacku Niżnią Niewcyrską Siklawę – tabliczka z taką nazwą została postawiona w terenie przez Tatrzański Park Narodowy, stosowana jest też w części publikacji książkowych (np. w monografii Reliéf Vysokých Tatier a ich predpolia Michala Lukniša), map oraz na stronie internetowej Państwowej Ochrony Przyrody Republiki Słowackiej. W tym ostatnim źródle jako Nižný Nefcerský vodopád opisana jest Pośrednia Niewcyrska Siklawa. 
Występują także częste błędy w opisach i lokalizacji wodospadów. Na niektórych mapach w miejscu Niżniej Niewcyrskiej Siklawy zaznaczane są 2 wodospady. W Wielkiej encyklopedii tatrzańskiej wysokość Pośredniej Siklawy oceniona została na 20 m, a jednocześnie jest ona wymieniona jako najwyższa z Niewcyrskich Siklaw. Jest to błędna informacja. Również w słowackim czasopiśmie „Tatry" (lipiec 2006 r.) opis Niewcyrskich Siklaw jest całkowicie błędny. Władysław Cywiński pisał: Autorka jeżdżąc palcem po mapie, udowodniła, że w życiu nie była w Niewcyrce. W. Cywiński wodospady te na miejscu dokładnie zbadał. Stwierdził, że najwyższa i najpotężniejsza jest Niżnia Niewcyrska Siklawa mająca około 60 m wysokości. Wyżnia ma wysokość około 30 m, Pośrednia składa się z rozdzielonych baniorem dwóch oddzielnych części mających łączną wysokość około 45 m. Dla Niżniej Niewcyrskiej Siklawy (Kmeťov vodopád) w źródłach słowackich podawana bywa wysokość 80, a nawet 90 metrów oraz informacja, że jest to najwyższy wodospad Słowacji (w rzeczywistości wyższa jest Ciężka Siklawa).
Niewcyrski Potok, na którym znajdują się wodospady, wypływa z Niżniego Teriańskiego Stawu w Niewcyrce. Niżnia Niewcyrska Siklawa spada ze skalnego progu, jakim Niewcyrka (będąca doliną zawieszoną) opada do Doliny Koprowej. Pozostałe dwa wodospady utworzyły się na progach oddzielających poszczególne piętra Niewcyrki. Cały rejon tej doliny jest obszarem ochrony ścisłej i nie prowadzą do niego żadne szlaki. Dla turystów dostępna jest tylko Niżnia Niewcyrska Siklawa. Prowadzi do niej znakowana ścieżka od szosy w Dolinie Koprowej, tuż obok drewnianej studzienki. Dojście do wodospadu wskazuje tabliczka informacyjna z napisem Kmeťov vodopád. Słowacy upamiętnili w ten sposób literata i patriotę Andreja Kmeťa. Czas przejścia do wodospadu 3 min. Obok niego zabezpieczona balustradami ścieżka i platforma widokowa. Wodospad tworzy dwie kaskady z hukiem spadające po stromej ścianie.